# Ulica Szeroka w Toruniu

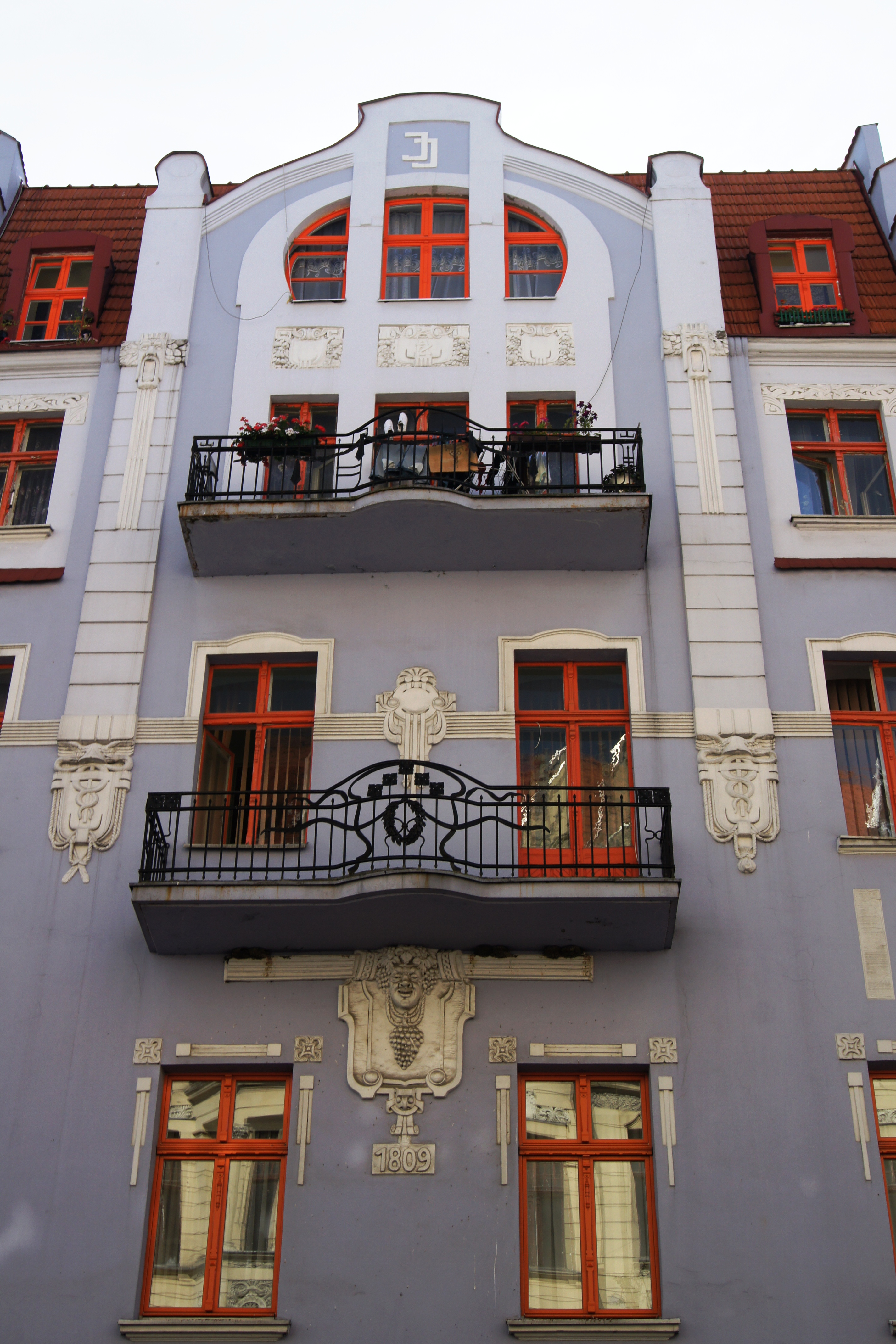
Kamienica nr 25

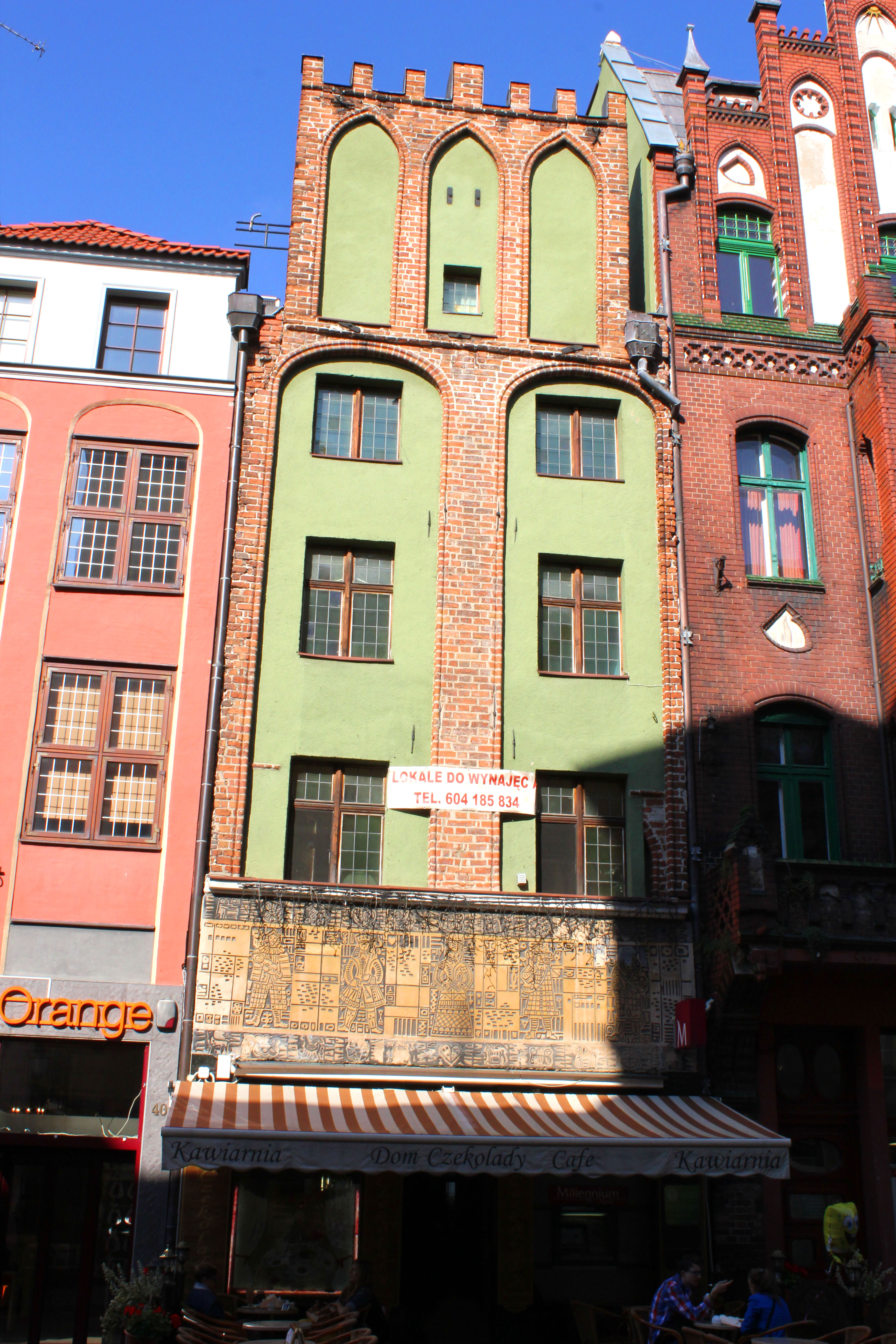
Kamienica nr 38

Ulica Szeroka w Toruniu – jedna z głównych ulic Zespołu Staromiejskiego.

## Charakterystyka
Ulica Szeroka jest fragmentem najważniejszego traktu pieszego na terenie Zespołu Staromiejskiego łączącego Rynek Nowomiejski i Staromiejski, a dalej przez tzw. Łuk Cezara dochodzącego do placu Rapackiego. Ulica ta biegnie od zbiegu ul. Strumykowej i Przedzamcze do południowo-wschodniego naroża Rynku Staromiejskiego na długości ok. 240 metrów. W średniowieczu odcinek od ul. Podmurnej do Szczytnej nosił nazwę ul. Wielkiej (w źródłach średniowiecznych Grossegasse), a od Szczytnej do Rynku Staromiejskiego – Rymary (w źródłach średniowiecznych Corrigatores). Od strony Nowego Miasta, na wysokości dzisiejszej ulicy Podmurnej, kończyła się bramą miejską, nazywaną Wielką lub Kotlarską, rozebraną na początku XIX w. Od 2. poł. XIX w. ulica zaczęła zyskiwać charakter głównej ulicy handlowej Torunia, który w dużej mierze zachowała do dzisiaj.
W okresie międzywojennym ulica była zamieszkana głównie przez kupców.
W latach 1950–1956 ulica Szeroka (wraz z ul. Królowej Jadwigi) nosiła nazwę ul. Stalingradzkiej.

## Zabudowa
Ulica Szeroka, podobnie jak całe Stare Miasto, ma zabudowę pierzejową, z kilkuosiowymi kamienicami szczytowymi, przeważnie 3-piętrowymi. Zabudowa ma zrąb średniowieczny, ale wskutek licznych przekształceń tylko w jednej kamienicy, pod nr 38 zachowała się gotycka fasada. We wnętrzach zachowały się poza tym elementy gotyckiego i nowożytnego wystroju, takie jak malowidła ścienne (nr 16, 22) i polichromowane stropy drewniane (kamienice nr 16, 38, 40). Większość kamienic ma fasady w historyzujące, również z elementami secesji, lub wczesnomodernistyczne, z 2. poł. XIX lub pocz. XX w. Do ciekawszych budynków należą:
- nr 1/3, kamienica z 1907 r. na rogu z ul. Przedzamcze
- nr 2 i 4, dwie bliźniacze kamienice klasycystyczne z 1874 r.
- nr 5, kamienica klasycystyczna z 1866 r.
- nr 6, kamienica XIX-wieczna, dawny dom towarowy (Dom Dziecka)
- nr 7, kamienica klasycystyczna z pocz. XIX w., na rogu z ul. Podmurną
- nr 8, kamienica klasycystyczna z 2. poł. XIX w., na rogu z ul. Podmurną
- nr 9, kamienica na rogu z ul. Podmurną, na zrębie gotyckim z XV w., przebudowana w XIX w. i w 1935 r.; obecnie restauracja Szeroka No. 9
- nr 10/12, połączone kamienice - barokowa z XVIII w. i klasycystyczna z przełomu XVIII i XIX w.; w 1. poł. XIX w. mieściła tu się biblioteka, później księgarnia; ob. szkoła językowa British School i bank Crédit Agricole
- nr 11, wczesnomodernistyczny dom towarowy z pocz. XX w., ob. sklep sieci Vero Moda
- nr 13/15, dwie kamienice z XV w., przebudowane i połączone w 1866 r.
- nr 14, dawny bank z 1909 r.; ob. bank PKO BP[4][5]
- nr 16, kamienica na zrębie gotyckim z przełomu XIII i XIV w., przebudowana w poł. XVIII i 1. poł. XIX w.; wewnątrz zachowane gotyckie malowidło ścienne ze sceną Pokłonu Trzech Króli oraz największy w Toruniu zespół stropów polichromowanych, z poł. XVIII w.; ob. bank PKO BP
- nr 18, kamienica na zrębie gotyckim; w latach 1678-1875 mieściła się tu kaplica ewangelicka[6]; w 1877 r. budynek uległ gruntownej przebudowie na cele mieszkalne
- nr 19, kamienica pierwotnie gotycka, z zachowaną z tego czasu elewacją tylną ze szczytem i nowożytnym stropem belkowym
- nr 20, kamienica gotycka z XIV w., przebudowana w XIX w.; ob. sklep sieci Orsay
- nr 21, kamienica wczesnomodernistyczna z pocz. XX w., ob. McDonald’s
- nr 22, kamienica pierwotnie gotycka z XIV w., przebudowana w XIX w., wewnątrz zachowały się gotyckie stropy i polichromie ścienne
- nr 25, secesyjna kamienica z pocz. XX w.; w latach 1946-1974 mieszkał w niej numizmatyk i historyk Marian Gumowski
- nr 26/28, kamienica eklektyczna, z dekoracjami secesyjnymi, wśród których znajduje się m.in. herb Torunia
- nr 27, na rogu z ul. Łazienną - Apteka Radziecka, założona w tym miejscu w 1623 r. w kamienicy będącej własnością Rady Miasta Torunia (stąd nazwa). Obecny wczesnomodernistyczny budynek pochodzi z pocz. XX w.
- nr 31, kamienica eklektyczna z 1899 r.; ob sklep sieci W. Kruk
- nr 32, kamienica na zrębie gotyckim, przebudowana w późniejszym okresie; wewnątrz zachowany drewniany strop; do 2012 r. księgarnia Matras
- nr 33, kamienica eklektyczna z 1909 r.
- nr 34, kamienica na zrębie gotyckim z XV w., wewnątrz na parterze polichromowany strop drewniany
- nr 35, kamienica secesyjno-modernistyczna z ok. 1913 r., zbudowana przez właściciela firmy C.B. Dietrich & Sohn, produkującej artykuły żelazne, na miejscu wcześniejszej kamienicy gotyckiej przebudowanej w okresie gotycko-renesansowym; obecnie m.in. siedziba Domu Legend Toruńskich[7];
- nr 36, kamienica neogotycka z 1896 r., zaprojektowana przez żydowskiego architekta Maxa Fraenkela[8].
- nr 37, kamienica z 1884 r., w miejscu której w średniowieczu usytuowane były ławy mięsne, biegnące aż do placu przy kościele św. Janów, obecnie ul. Kopernika.
- nr 38, kamienica gotycka z przełomu XIV i XV w., o zachowanej pierwotnej fasadzie; wewnątrz renesansowy polichromowany strop z końca XVI w.
- nr 40, kamienica XVII-wieczna na zrębach gotyckiej z XV w., wewnątrz strop z XVII-wieczną dekoracją malarską z przedstawieniem czterech ewangelistów oraz scen z życia codziennego
- nr 42, kamienica w zrębie gotycka z XV w., przebudowana w XIX w. i 1906 r.
- nr 43, kamienica narożna z ul. Żeglarską, w miejscu której mieścił się dawny odwach miejski z końca XVII w.
- nr 46, kamienica neogotycka z 1891 r., powstała w miejscu dwóch tzw. bud (budynków zbudowanych na płytkich działkach, bez zaplecza w postaci podwórza); mimo okazałej fasady dekorowanej glazurowaną cegłą jej głębokość wynosi jedynie ok. 4 m; w XIX w. mieszkał tu rabin toruński, pionier syjonizmu Cwi Hirsz Kaliszer, co upamiętnia tablica odsłonięta w 2011 r.